# Корн-дог
Корн-дог (енгл. corn dog) је хот дог на штапићу који је премазан дебелим слојем теста од кукурузног брашна и пржен у дубоком уљу. Настао је у Сједињеним Државама и често се налази у америчкој кухињи.

## Варијације имена
У Канади, кукурузне псе често називају "Погос".  
У Аустралији, где су постали популарна храна на пољопривредним изложбама и карневалима, познати су као "Плутонови штенци", "Дагвуд пси"...  Име "Плутоново штене" вероватно потиче од Дизнијевог лика Плутона, који је пас. "Дагвуд пси" потичу из америчког стрипа Блонди из 1930. Неки су предложили да се Плутонови штенци производе у фабрикама, док се Дагвуд пси припремају на лицу места. 
У Француској, израз beignet de saucisse се користи, што се буквално преводи као "крофна са кобасицом". 
На јапанском, најчешћи назив за њих је amerikan doggu (アメリカンドッグ). 
На Новом Зеланду се користи називи "хот дог" или "мини хот дог". 

## Историја
Новопридошлим немачким дошљацима у Тексас, који су се бавили производњом кобасица и наилазећи на отпор кобасицама које су некада правили, приписује се увођење корн-дога у Сједињене Државе, иако је штап за послуживање дошао касније.  Амерички патент пријављен 1927., одобрен 1929., за комбиновани апарат за потапање, кување и држање, описује корн-дога, између друге пржене хране набодене на штап; делимично гласи:  
Открио сам да прехрамбени производи, као што су, на пример, плетенице, кувана шунка, тврдо кувана јаја, сир, нарезане брескве, ананаси, банане и слично воће, и трешње, урме, смокве, јагоде итд., када се набадају на штапиће и умочен у тесто, које садржи брашно које се само диже, а затим пржено у биљном уљу на температури од око 390 °F [200 °C], добијени прехрамбени производ на штапићу за дршку је чисто, здраво и укусно освежење.
Машина „Krusty Korn Dog“ појавила се у велепродајном каталогу робе за хотеле и ресторане Алберта Пик-Барта 1926.  Корн-догови су били печени у кукурузном тесту и када су се спремали подсећали су на класје. 
Бројни тренутни продавци корн-догова преузимају одговорност за проналазак и/или популаризацију. Карл и Нил Флечер изнели су такву тврдњу, пошто су своје „Corny Dogs“ представили на Државном сајму у Тексасу негде између 1938. и 1942.  Пронто Пуп са Рокавеј Бича, тврди да је измислио корн-дог 1939.,   у Спрингфилду, тврдечи да је био први који је служио корн-догове на штаповима, 16. јуна 1946.  Такође 1946., Дејв Барам је отворио прву локацију за корн-догове у Санта Моници. 

## Припрема
Корн-догови се често служе као улична храна или као брза храна. За најбољу и најсвежију припрему, неки продавци или угоститељи умачу и прже своје корн-догове непосредно пре сервирања.  Неки добављачи продају унапред направљене смрзнуте корн-догове, које се затим одмрзавају и поново прже или прже у рерни.
Кукурузни пси се такође могу наћи у готово свим супермаркетима и продавницама у Северној Америци као смрзнута храна, као и сервирани врући и спремни за јело. Унапред направљени замрзнути корн-догови се такође могу загрејати у микроталасној пећници.  

## Варијације
Једна варијанта са сиром се припрема или са топљеним сиром између виршле и теста или помоћу виршле пуњене сиром.
Мали корн-догови су варијација која се служи у неким ресторанима, углавном на дечјем менију или у објектима брзе хране. Порција укључује више комада, углавном 10.  За разлику од својих већих колега, мали корн-дог се обично сервира без штапа.
И вегетаријански корн-догови су направљене као алтернатива без меса од стране многих истих компанија које производе вегетаријанске виршле. 

## Галерија
- Корн-дог са сенфом
- Морнар на броду УСС Џорџ Вашингтон ставља корн-догове на послужавник да се испеку у кухињи
- Корн-догови се греју у јапанској продавници
- Корн-догови се једу на Државном сајму у Тексасу
- Торнадо корн-догови се продају у Кореји
- Корн-догови на улицама Мексико Ситија
- Корн-дог сервиран са сосом од рена у Познању
- Корн-дог у корејском стилу који је пола сира, пола кобасица и обложен шећером
- Корн-догови са веганским сиром (лево) и веганском виршлом (десно) на немачком божићном сајму у Лајпцигу